# Ilex grandis
Ilex grandis är en järneksväxtart som beskrevs av Reiss. Ilex grandis ingår i släktet järnekar, och familjen järneksväxter. Inga underarter finns listade i Catalogue of Life.